# フレスポ高松
フレスポ高松は、香川県高松市東山崎町にあるショッピングセンター。

## 概要
高松琴平電気鉄道長尾線水田駅に近い場所にあるショッピングセンターで、2007年1月に開業。
ラムー高松東店をキーテナントに〇の専門店で構成されている。

## 主なテナント
- ラムー
- マツモトキヨシ
- ザ・ダイソー
- コストレマート
- モスバーガー
- ワイモバイル -閉店
- 宮脇書店
- みどり鍼灸整骨院
- ゲオ
- セカンドストリート